# Tour de Normandie
Tour de Normandie var et fransk etapeløb i landevejscykling som gik gennem Normandiet i det nordvestlige Frankrig. Løbet blev første gang arrangeret i 1939. Fra 2005 var det en del af UCI Europe Tour. Den første udgave af kvindeløbet blev afholdt i marts 2023 og blev vundet af Cédrine Kerbaol.

## Vindere

### Mændenes løb
| År                        | Vinder              | Toer                       | Treer                |
| ------------------------- | ------------------- | -------------------------- | -------------------- |
| 1939                      | Guillaume Godère    | Georges Gourhand           | Ernest Jouen         |
| 1940-1955 ikke arrangeret |                     |                            |                      |
| 1956                      | Amand Audaire       | Eugène Letendre            | Laurent Cariou       |
| 1957                      | Pierre Gouget       | Jean Bourlès               | Pierre Barbotin      |
| 1958                      | Joseph Wasko        | Elie Lefranc               | Fernand Lamy         |
| 1959                      | Laurent Leboulanger | Henri Duez                 | Elie Lefranc         |
| 1960-1980 ikke arrangeret |                     |                            |                      |
| 1981                      | Michel Riou         | Peter Loosli               | Michel Riou          |
| 1982                      | Daniel Leveau       | Vincent Barteau            | Ole Byriel           |
| 1983                      | Yvan Frebert        | Frits Schür                | Henk van Weers       |
| 1984                      | Mario Kummer        | Bernd Drogan               | Ole Erichsen         |
| 1985                      | Paul Curran         | Peter Hofland              | Hervé Henriet        |
| 1986                      | Nentcho Staykov     | Vladimir Vavra             | Keith Reynolds       |
| 1987                      | Yvan Frebert        | Thierry Barrault           | Jean-Luc Aulnette    |
| 1988                      | Vjatjeslav Jekimov  | Dimitrij Zjdanov           | Anthony Theus        |
| 1989                      | Sébastien Flicher   | Gérard Picard              | Vjatjeslav Jekimov   |
| 1990                      | Dimitrij Zjdanov    | Patrick Botherel           | Richard Vivien       |
| 1991                      | Stéphane Heulot     | Eddy Seigneur              | Mijaíl Orlov         |
| 1992                      | Thierry Dupuy       | Didier Faivre-Pierret      | Matt Illingworth     |
| 1993                      | Emmanuel Mallet     | Mike Weissmann             | Stefan Sels          |
| 1994                      | Saulius Šarkauskas  | Ivan Romanov               | Remigijus Lupeikis   |
| 1995                      | Ole Sigurd Simensen | Jens Voigt                 | Gorazd Štangelj      |
| 1996                      | Frédéric Pontier    | Jacky Durand               | Stéphane Barthe      |
| 1997                      | Glenn Magnusson     | Jacek Mickiewicz           | Cezary Zamana        |
| 1998                      | Torsten Schmidt     | Andreas Klöden             | Thierry Gouvenou     |
| 1999                      | Steffen Kjærgaard   | Saulius Ruškys             | Thierry Gouvenou     |
| 2000                      | Ludovic Auger       | Anthony Morin              | Guillaume Auger      |
| 2001                      | Thor Hushovd        | Cédric Loué                | Marcus Ljungqvist    |
| 2002                      | Jérôme Pineau       | Jørgen Bo Petersen         | Arkadiusz Wojtas     |
| 2003                      | Samuel Dumoulin     | Dmitrij Muravjov           | Krasimir Vasiliev    |
| 2004                      | Thomas Dekker       | Joost Posthuma             | Arkadiusz Wojtas     |
| 2005                      | Kai Reus            | Stéphane Pétilleau         | Martín Garrido       |
| 2006                      | Kai Reus            | Aleksandr Khatuntsev       | Jos van Emden        |
| 2007                      | Martijn Maaskant    | Kristoffer Gudmund Nielsen | Tom Leezer           |
| 2008                      | Antoine Dalibard    | Thomas Berkhout            | Christofer Stevenson |
| 2009                      | Bram Schmitz        | Thomas Berkhout            | Benoît Sinner        |
| 2010                      | Ronan van Zandbeek  | Freddy Bichot              | José Herrada         |
| 2011                      | Alexandre Blain     | Mathieu Simon              | Wesley Kreder        |
| 2012                      | Jérôme Cousin       | Guillaume Malle            | Alexandre Pliuschin  |
| 2013                      | Silvan Dillier      | Alexandre Blain            | Dylan van Baarle     |
| 2014                      | Stefan Küng         | Benoît Jarrier             | Reidar Borgersen     |
| 2015                      | Dimitri Claeys      | Alex Peters                | Thomas Scully        |
| 2016                      | Baptiste Planckaert | Olivier Pardini            | Benoît Sinner        |
| 2017                      | Anthony Delaplace   | Justin Mottier             | Justin Jules         |
| 2018                      | Thomas Stewart      | Alexander Krieger          | Bjørn Tore Hoem      |
| 2019                      | Ole Forfang         | Arvid de Kleijn            | Trond Trondsen       |
| 2022                      | Mathis Le Berre     | Thomas Bonnet              | Paul Penhoët         |

### Kvindernes løb
| År   | Vinder                | Toer            | Treer          |
| ---- | --------------------- | --------------- | -------------- |
| 2023 | Cédrine Kerbaol       | Gladys Verhulst | Martina Alzini |
| 2024 | Mie Bjørndal Ottestad | Josie Nelson    | Ellen van Dijk |